# Smalle doorwas
Smalle doorwas (Bupleurum subovatum, synoniem: Bupleurum lancifolium) is een eenjarige plant die behoort tot de schermbloemenfamilie (Umbelliferae oftewel Apiaceae). De soort is inheems in Zuid-Europa, Zuidwest-, Centraal-Azië en Noordwest–Afrika en is als verontreiniging met wol- en graanimport en als kippen- en vogelvoer op tal van plaatsen terecht gekomen. In Nederland is smalle doorwas uitsluitend adventief aangetroffen. Het aantal chromosomen is 2n = 16.
De plant wordt 20-50 cm hoog en heeft een penwortel. De omhooggaande stengel is gestreept. De groene, ovaal-langwerpige bladeren zijn 3-10 cm lang. De onderste bladeren hebben een korte bladsteel of zijn zittend. Bij de middelste en bovenste bladeren groeit de stengel door het blad heen. 
Smalle doorwas bloeit vanaf juni tot in augustus met gele tot geelgroene, 2 mm grote bloemen. De 3-5 cm grote bloeiwijze is een scherm met 2-3 (5) stralen en een schotelvormig omwindseltje, dat uit 3-6, bijna afgeronde schutblaadjes bestaat. Een omwindsel ontbreekt.
De vrucht is een 3-5 mm lange, tweedelige, fijnwrattige, slank geribde, eivormige splitvrucht. De rijpe splitvrucht is donkerbruin.

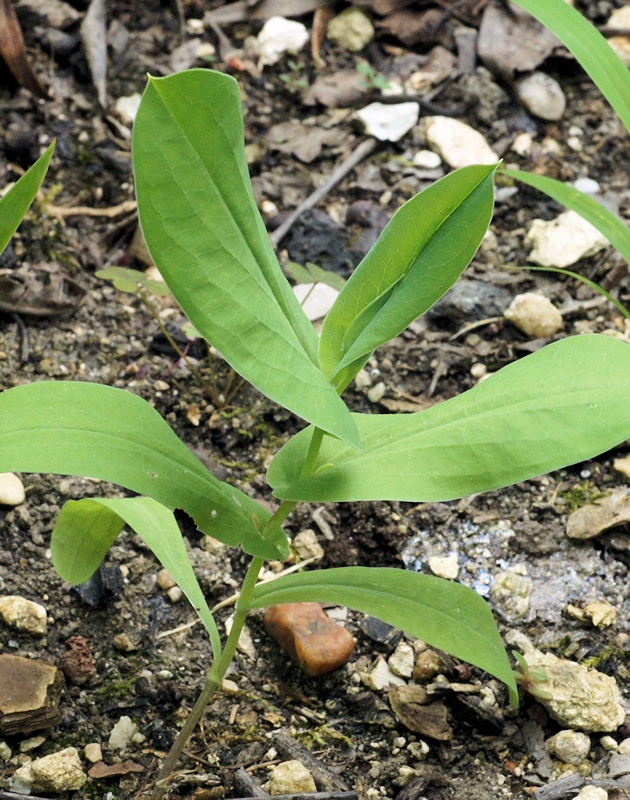
Plant
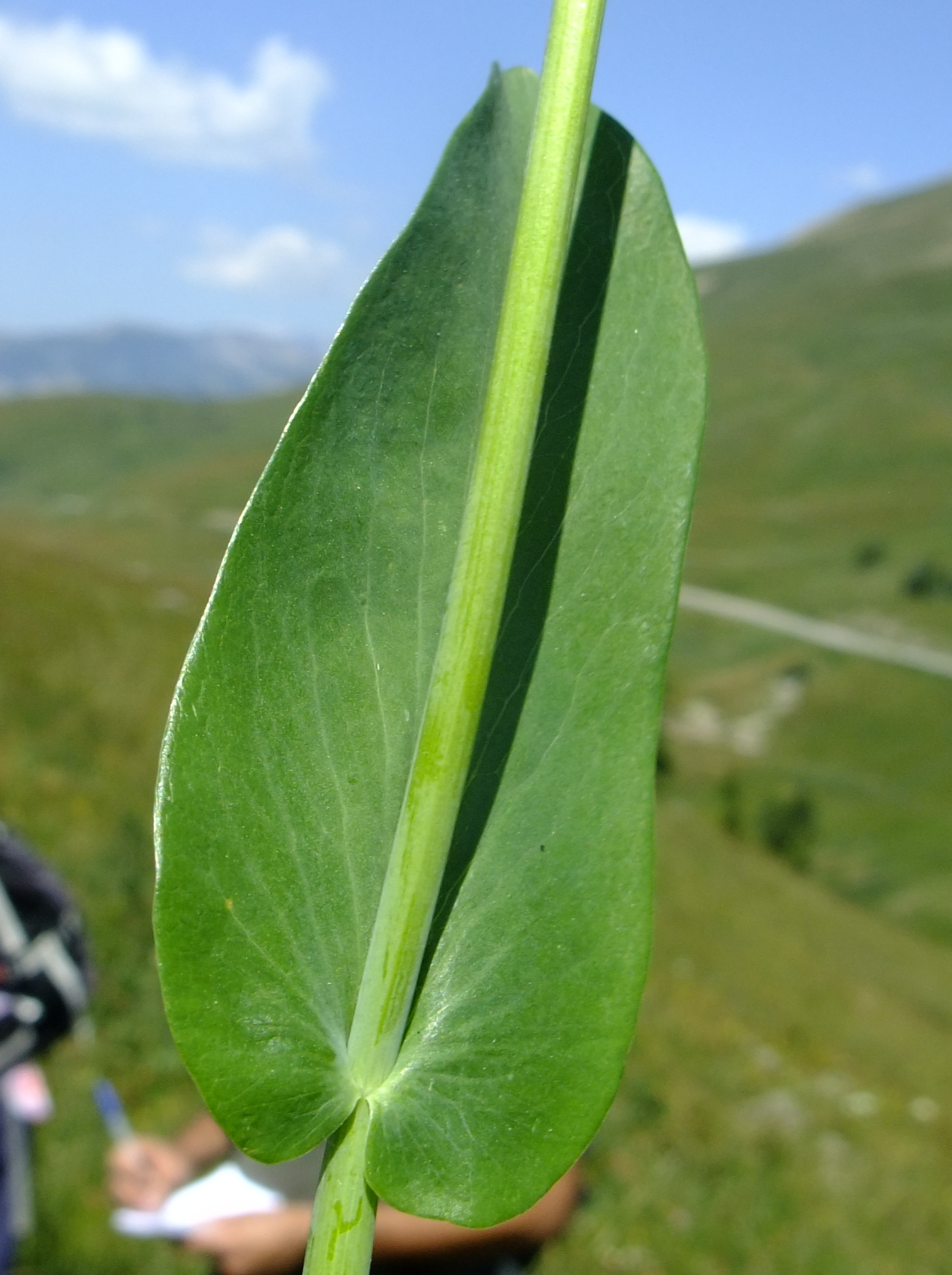
Blad
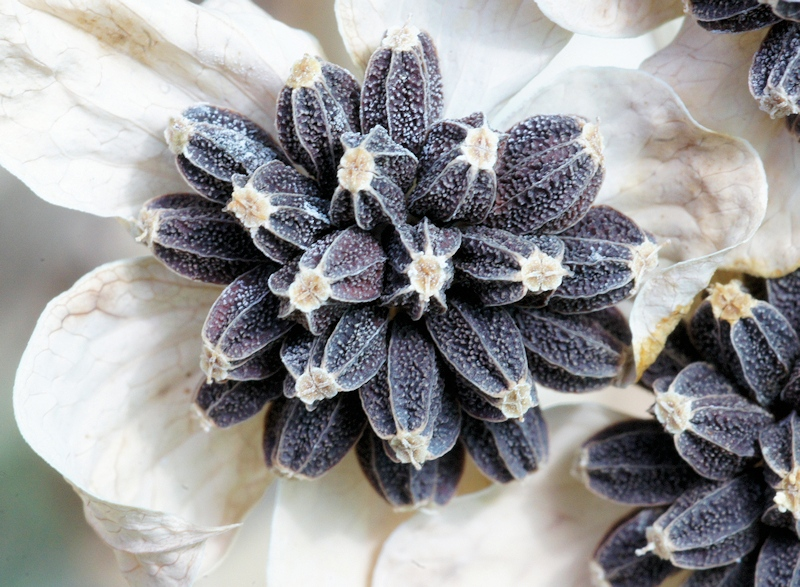
Vruchten

Smalle doorwas staat op open en zonnige, warme, droge tot iets vochtige, maar doorlatende, ruderale en omgewerkte, veelal kalkhoudende bodems. De eenjarige en efemere plant groeit in akkers en wijngaarden, in open bossen en op allerlei ruderale plaatsen, waaronder haventerreinen, verwaarloosde tuinen en spoorwegemplacementen. De soort wordt door insecten bestoven en de zaden worden door de wind verspreid. Smalle doorwas heeft net als doorwas geen omwindselbladen en is te onderscheiden van die soort door o.a. haar 2-3 (5)-stralige scherm (tegenover 4-12 stralen) en door haar bladeren die meer dan 2x zo lang als breed zijn (tegenover minder dan 2x) en de grotere vruchten met fijne wratten tegenover de gladde vruchten bij doorwas.